# Турищево (Могилёвская область)
Тури́щево (бел. Туры́шчава) — деревня в составе Горского сельсовета Горецкого района Могилёвской области Республики Беларусь.

## Население
- 1999 год — 52 человека
- 2010 год — 17 человек